# 普里維利涅 (梅利托波爾區)
47°6′54″N 35°21′2″E / 47.11500°N 35.35056°E
普里維利涅（烏克蘭語：Привільне）是位於烏克蘭東南部的村莊，由扎波羅熱州梅利托波爾區的新博赫達尼夫卡市鎮負責管轄。該村始建於1920年，面積0.6平方公里，海拔高度34米，2001年人口164，人口密度每平方公里273.3人。